# 郭麐
郭麐（1767年—1831年），字祥伯，號頻伽，因右眉全白，又號白眉生，江蘇吳江人。清代詩論家、詩人。

## 生平
清高宗乾隆三十二年（1767年）生，少有神童之譽，乾隆四十七年（1782年）補諸生。乾隆六十年，參加科舉不第，遂絕意仕途。嘉慶三年（1798年）居嘉善東門江家橋。是姚鼐的門生，為阮元所賞識。嘉慶九年講學蕺山書院，喜交遊，與袁枚友好。書法宗黃庭堅，善篆刻，善飲酒，醉後畫竹石是其一絕。卒于宣宗道光十一年（1831年）。

## 著作
著有《靈芬館詩話》十二卷，《灵芬馆诗集》（《初集》四卷，《二集》十卷，《三集》四卷，《四集》十二卷，《续集》八卷，《杂著》二卷，《杂著续编》四卷）、《江行日记》一卷、《唐文粹補遺》二十六卷，以及《蘅梦词》、《浮眉楼词》、《忏余绮语》各二卷等。